# Copelatus bottegoi
Copelatus bottegoi är en skalbaggsart som beskrevs av Régimbart 1895. Copelatus bottegoi ingår i släktet Copelatus och familjen dykare. Inga underarter finns listade i Catalogue of Life.